# William Farr
William Farr (30 novembre 1807 – 14 aprile 1883) è stato un medico britannico, riconosciuto come uno dei fondatori della statistica medica.

## Primi anni
Farr nacque a Kenley, nello Shropshire, da genitori poveri. Quando Farr e la sua famiglia si trasferirono a Dorrington, fu adottato da uno scudiero locale, Joseph Pryce. Nel 1826 intraprese il lavoro di apprendista (assistente chirurgo) presso la Salop Infirmary di Shrewsbury e conseguì un apprendistato nominale in una farmacia. Pryce morì nel novembre 1828 e lasciò a Farr £ 500 (equivalenti a £ 43.100 nel 2019), che gli consentirono di studiare medicina in Francia e in Svizzera.  A Parigi ebbe l'occasione di assistere alla conferenza di Pierre Charles Alexandre Louis.  Farr tornò in Inghilterra nel 1831 e continuò i suoi studi presso l'University College di Londra, qualificandosi come licenziato della Society of Apothecaries nel Marzo 1832. Si sposò nel 1833 e aprì uno studio medico a Fitzroy Square, a Londra. È stato coinvolto nel giornalismo medico e nella statistica.

## L’Esperienza nell’Ufficio del Registro Generale
Nel 1841 Farr fu assunto presso l’ufficio dello stato civile (GRO), al quale era stato assegnato il compito di censire la popolazione inglese in quell’anno. Il primo incarico assegnatogli fu quello di gestore dei dati riguardanti le nuove nascite. Dopo non molto tuttavia, grazie al sostegno di Edwin Chadwick e di Neil Arnott, Farr si assicurò un posto come primo compilatore degli estratti scientifici del GRO. I primi passi di Farr nel campo della medicina statistica risalgono a questo periodo, avendo insieme a Chadwick un progetto di creazione di un’agenda demografica mirata all’aiuto della salute pubblica.
"Le malattie sono più facilmente prevenibili che curabili, il primo passo verso la prevenzione è la scoperta delle loro cause. Il registro mostrerà le cause a partire da dati statistici che tengono conto delle informazioni riguardo alla variazione numerica del tasso di incidenza della malattia in base a genere, età, lavoro, località, agenti fisici inerenti al malato"
Dalle sue parole si può riconoscere la sua visione avanguardista riguardo alla concezione di malattia, già egli consapevole di come si può conoscere la malattia attraverso come essa si diffonde. Grazie a questi progetti , resi possibili dall’esperienza fatta in questo ufficio, Farr è oggi considerato una figura importante nella storia dell'epidemiologia , avendo lavorato per quasi 40 anni analizzando le statistiche sulla morte e le malattie in Inghilterra e Galles e successivamente sviluppando una nosologia (antecedente della moderna ICD), uno strumento utilizzato per classificare e monitorare le cause di lesioni e morte per promuovere la compatibilità internazionale nella segnalazione dei dati sanitari.

## La legge delle epidemie
Grazie alla registrazione dei casi di malattia riguardanti una epidemia di vaiolo, Farr si rende conto che il comportamento dell’evoluzione temporale di una malattia può essere rappresentata da una funzione matematica la quale può essere approssimata da una “curva normale” a forma di campana. L’evidenza fu che gli eventi epidemici aumentano e diminuiscono secondo schemi relativamente simmetrici. Farr resosi conto di ciò allegò una lettera al resoconto annuale del Cancelliere generale delle registrazioni delle nascite, delle morti e dei matrimoni in Inghilterra, affermando che:
“Se la causa latente di una epidemia non può essere scoperta, si può indagare il modo in cui opera. Le leggi della sua azione possono essere determinate dall'osservazione, così come le circostanze in cui si verifica, o dalle quali può essere controllate."
William Farr fu probabilmente il primo a introdurre una teoria matematica delle epidemie, utilizzando un 'equazione polinomiale di terzo grado per descrivere e predire l'andamento di una epidemia.

## Società e associazioni
Nel 1839 Farr entrò a far parte della Statistical Society, nella quale svolse un ruolo attivo come tesoriere, vicepresidente e presidente nel corso degli anni. Nel 1855 gli fu consegnata la fellowship della Royal Society. Fu coinvolto nell'Associazione di Scienze Sociali sin dalla sua fondazione nel 1857, partecipando al Comitato di Quarantena e al Comitato per le società e gli scioperi dei mestieri.

## Ricerca sul colera
Ci fu una grande epidemia di colera a Londra nel 1849 che uccise circa 15.000 persone. L'industrializzazione precoce aveva reso Londra la città più popolosa del mondo in quel momento, e il fiume Tamigi era fortemente inquinato da acque reflue non trattate. Farr aderiva alla teoria convenzionale che il colera fosse trasportato dall'aria inquinata piuttosto che dall'acqua: la teoria miasmica. William Farr, nella fase iniziale dello studio epidemiologico, prova statisticamente che gli abitanti dei quartieri vicino alle rive del Tamigi hanno un tasso di incidenza di colera maggiore rispetto ai quartieri “più alti”. Questo lavoro fu una forte prova a favore della teoria dei miasmi perché i quartieri più vicini al Tamigi, ad altitudini più basse, avevano un’aria più “mefitica” o inquinata mentre nei quartieri in posizione più elevata, come per esempio Hampstead, l’aria era più pulita ed i suoi abitanti erano quindi risparmiati dal colera. Farr dimostrò come le caratteristiche topografiche siano in grado di prevenire alcune malattie infettive.

William Farr raccolse ulteriori prove statistiche sull'epidemia di colera di Broad Street del 1854, ed il medico John Snow prese come riferimento i suoi studi, interpretandoli in modo differente. Egli, sostenendo la teoria dei germi propose quello che ora è il meccanismo di trasmissione accettato: le persone venivano contagiate ingerendo alimenti infetti, permettendo poi ai batteri di moltiplicarsi nell'intestino. Snow scoprì che le persone alle quali veniva fornita acqua da due società in particolare, la Southwark & Vauxhall e le società idriche Lambeth, che si rifornivano presso una pompa idrica situata sul Tamigi, erano particolarmente soggette a contrarre la malattia. Però la teoria di Snow fu una ipotesi inizialmente poco accreditata a causa di una scarsa conoscenza dei microrganismi ,tuttavia dopo lo scoppio della peste di Londra del 1866, lo stesso Farr si convertì alla teoria dei germi avendo come evidenza statistica il collegamento tra la incidenza della malattia e il rifornimento presso la pompa idrica.

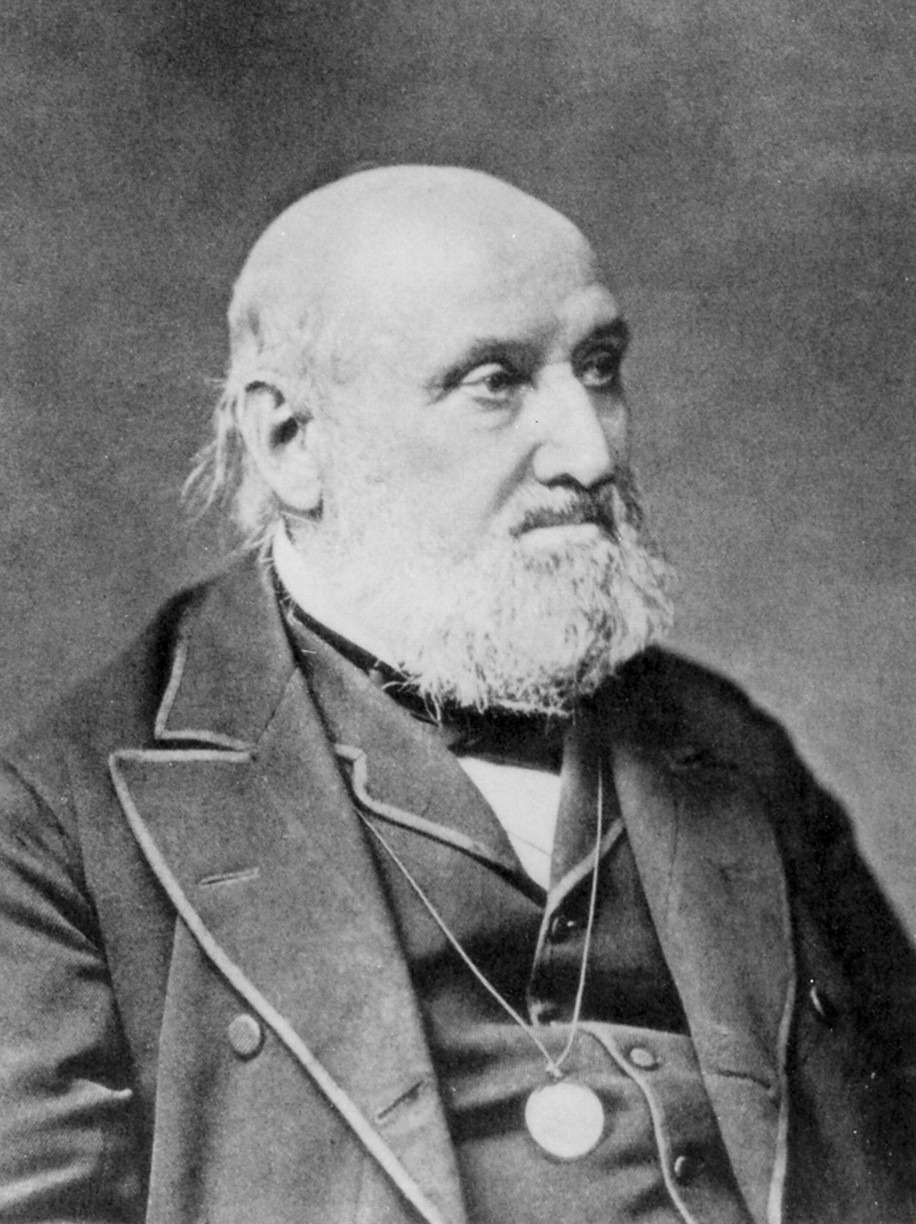

Farr prese parte nel 1854 al Comitato per le indagini scientifiche del Consiglio generale della sanità. La spiegazione convenzionale del colera era ancora multifattoriale; nonostante le prove di Snow vennero prese in considerazione, la sua visione sul colera come esclusivamente causato da un agente patogeno non era ancora accettata. In seguito la ricerca che fece Farr fu molto dettagliata e dimostrò una correlazione inversa tra mortalità e abitazione.
Ci fu un'ulteriore epidemia nel 1866, John Snow era morto e Farr aveva accettato la sua spiegazione. Produsse una monografia che dimostrava che la mortalità era estremamente alta per le persone che attingevano l'acqua dalla Old Ford Reservoir a East London. Il lavoro di Farr venne quindi considerato conclusivo.

## Ultimi anni
Nel 1858 effettuò uno studio sulla correlazione tra salute e condizioni matrimoniali e scoprì che tra le persone sposate e quelle celibi o vedove la salute tendeva a diminuire. Nel periodo 1857-1859 l'Ufficio ordinò una macchina differenziale, un modello progettato dai seguaci svedesi di Charles Babbage. L'applicazione prevista era il "British Life Table".
Farr prestò servizio come commissario nel censimento del 1871, ritirandosi dall'Ufficio del Registro Generale nel 1879 dopo che non gli fu assegnato il posto di cancelliere generale. Quell'anno ricevette l'Ordine del Bagno e la Medaglia d'Oro della British Medical Association per il suo lavoro nel campo della biostatistica.
Negli ultimi anni l'approccio di Farr venne considerato obsoleto. La batteriologia aveva cambiato il volto delle questioni mediche e la statistica divenne uno strumento sempre più matematico. Anche i riformatori medici cambiarono il proprio approccio, aspettandosi sempre di meno dalla legislazione e dal governo centrale.
Farr morì all'età di 75 anni nella sua casa di Maida Vale, Londra, e fu sepolto a Bromley Common.

## Progetti
Nel 1837 Farr scrisse il capitolo “Vital Statistics” per John Ramsey McCulloch’s Statistical Account of the British Empire.Nel gennaio del 1837 stabilì il British Annals of Medicine, Pharmacy, Vital Statistics, e General Science interrotto nell’agosto dello stesso anno.
Rivisitò un libro di James F.Gernandez Clarke sulla tubercolosi.
Pioniere negli studi quantitativi sulla morbilità e mortalità, nel 1843 costruì la prima tabella demografica di speranza di vita.Il suo maggiore contributo fu la messa a punto di un sistema anagrafico-demografico che registrava accuratamente le cause di morte. Modernizzò le procedure per la registrazione dei dati occupazionali e fu un precursore della teoria del capitale umano, argomentando che il valore economico degli individui varia con l’età e la classe sociale. William Farr fu il medico britannico che diede luce allo studio quantitativo della morbilità (incidenza della malattia) e della mortalità (morte), contribuendo a stabilire il campo della medicina statistiche.
Farr è considerato una figura importante nella storia dell'epidemiologia, avendo lavorato per quasi 40 anni ad analizzare le statistiche sulla mortalità e malattie sia in Inghilterra sia in Galles riuscendo a sviluppare una nosologia (classificazione delle malattie). Questa fu il precursore della moderna classificazione internazionale delle malattie (ICD), uno strumento utilizzato per classificare e monitorare le cause di lesioni e morte per promuovere la compatibilità internazionale nella segnalazione dei dati sanitari.
Nel 1864 Farr pubblicò un rapporto che mostrava un numero sproporzionatamente alto di morti tra i minatori in Cornovaglia.  Le statistiche presentate nel rapporto hanno mostrato che dopo i 35 anni la mortalità tra i minatori era molto più alta che tra i maschi non minatori.  Dopo aver confrontato il numero medio annuo di decessi tra i minatori in Cornovaglia con quelli tra i minatori nei distretti selezionati di Durham e Northumberland, Farr concluse che le malattie polmonari erano la causa principale dell'alto tasso di mortalità tra i minatori della Cornovaglia.  Ha inoltre suggerito che la mortalità in eccesso per malattie polmonari ha raggiunto il suo massimo dopo la mezza età perché a quel punto le condizioni delle miniere avevano tempo sufficiente per produrre il loro effetto sulla salute dei minatori.  Farr ha dedotto che le malattie fossero dovute alle condizioni di lavoro all'interno delle miniere. Essendo un riformatore cosciente, Farr si oppose alle visioni maltusiane di moda nella sua epoca storica. Oppositore della concezione secondo cui la popolazione cresce geometricamente mentre l'approvvigionamento alimentare può crescere solo aritmeticamente, sostenne che l'inventiva umana potrebbe aumentare la produttività alimentare e che le piante e gli animali che servono come fonti di cibo crescano geometricamente.  Al contrario dell'economista e demografo inglese Thomas Robert Malthus che riteneva gli uomini si riproducessero in modo simile ai conigli, senza preoccuparsi delle conseguenze della rapida crescita della popolazione, Farr dimostrò con le statistiche che in Inghilterra l'età media al matrimonio era di 24-25 anni, circa otto anni dopo le donne. Dimostrò anche che più del 20% degli uomini e delle donne che hanno raggiunto l'età riproduttiva non si sono mai sposati.
In qualità di statistico incaricato di analizzare i dati sulla mortalità, Farr sostenne in un rapporto ufficiale che la fame era responsabile di molti più decessi di quanto indicato nelle statistiche, poiché i suoi effetti si manifestavano indirettamente nella produzione di malattie di vario genere.  Sebbene fosse un sostenitore della teoria miasmatica della malattia e avesse inizialmente affermato che il colera fosse trasmesso dall'aria inquinata, Farr fu infine convinto del contrario dal medico inglese John Snow.  Nel 1866 Farr produsse una monografia che mostrava che a Londra i casi di colera erano più alti tra le persone che ricevevano acqua da fonti ad altitudine relativamente bassa servite dalle compagnie idriche Southwark e Lambeth.
Farr sfruttò il suo post su GRO compilando abstract in un modo che andava oltre la descrizione del lavoro originale. In tal modo ha applicato le tecniche di Benjamin Gompertz (la curva di Gompertz) e la "legge di mortalità" statistica strettamente correlata di Thomas Rowe Edmonds. Farr, basandosi sul modello matematico esistente di mortalità, potrebbe utilizzare il campionamento dei dati per ridurre il calcolo richiesto. Dai dati GRO ha costruito una serie di tavole di vita nazionale.
La teoria della malattia zimotica fu il contributo di Farr al dibattito sull'eziologia. Ha identificato l'urbanizzazione e la densità di popolazione come problemi di salute pubblica. In termini di nosologia ha classificato le malattie epidemiche, endemiche e contagiose come "zimotiche", viste come malattie da sporcizia e sovraffollamento.

## Film
In "The Sewer King", un episodio della serie di documentari televisivi britannici del 2003 Seven Wonders of the Industrial World, Farr è stato interpretato da Norman Lovett.

## Famiglia
La prima moglie di Farr, che sposò nel 1833, nacque Langford; morì di tubercolosi nel 1837.
Sposò Mary Elizabeth Whittal nel 1842 e hanno avuto otto figli. Nel 1880 fu raccolta una testimonianza pubblica per provvedere alle sue figlie dopo aver perso denaro a seguito di investimenti poco saggi. Una figlia, Henrietta, era sposata con il pittore e illustratore Henry Marriott Paget, il fratello maggiore degli illustratori Sidney e Walter Paget.Un'altra figlia, Florence Farr, è stata anche pittrice, artista e modella di molte famose opere d'arte art déco. I Paget e le sorelle Farr vivevano e lavoravano a Bedford Park, la famosa colonia di artisti nella zona ovest di Londra.

## Riconoscimenti

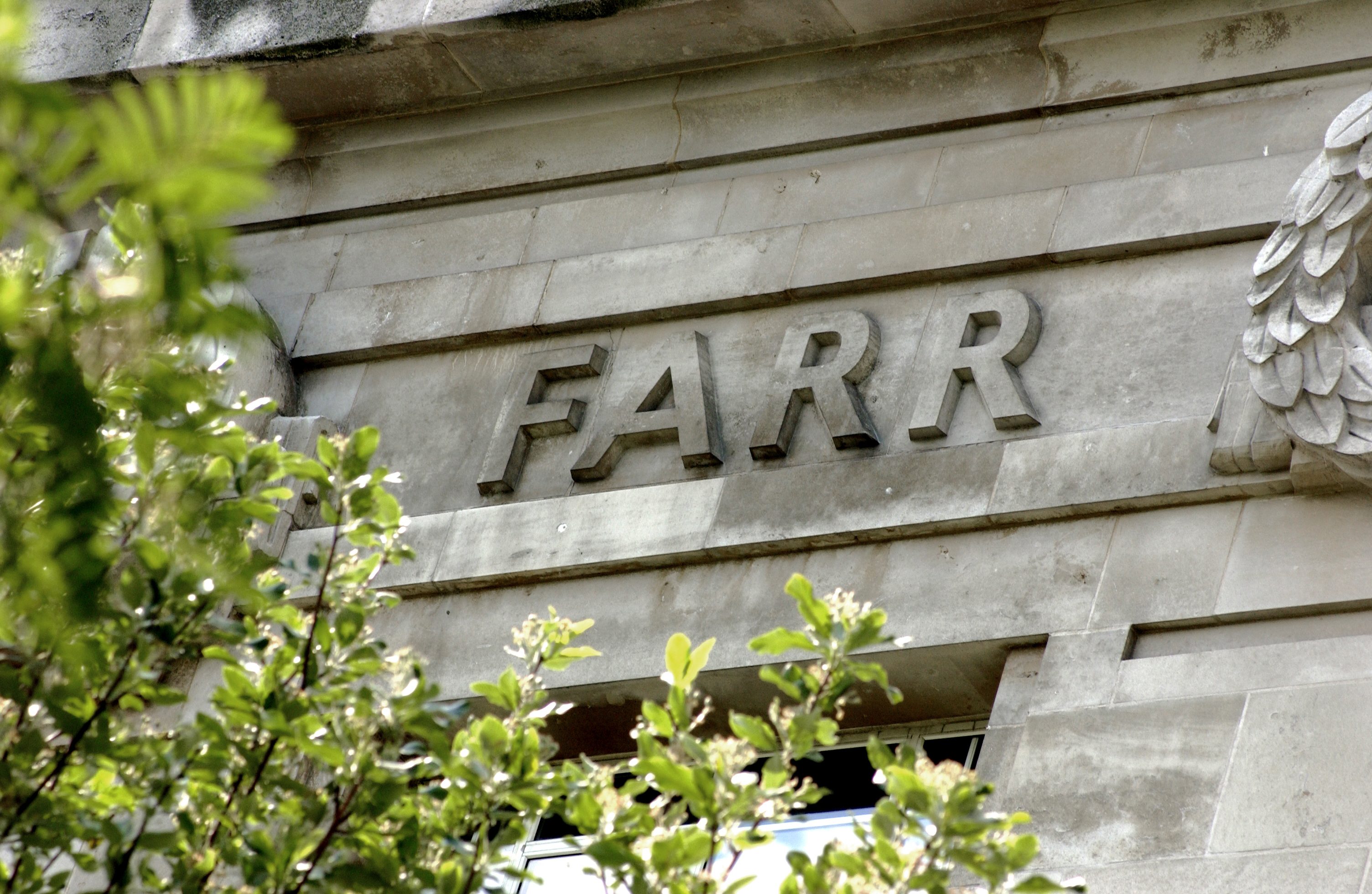

Il nome di Farr figura sul fregio della London School of Hygiene & Tropical Medicine. Ventitré nomi di pionieri della salute pubblica e della medicina tropicale furono scelti per apparire nell'edificio scolastico di Keppel Street quando fu costruito nel 1926.

## Opere principali
- Census of Great Britain, 1851: Population Tables. I Numbers of the Inhabitants, in the Years 1801, 1811, 1821, 1831, 1841. & 1851. Presented to Both Houses of Parlianment by Command of Her Majesty,(1852)
- Report on the Nomenclature and Statistical Classification of Diseases for Statistical Returns, (1856)
- Coach Trimming, (1888)